# Karrion Kross
Kevin Kesar (* 19. Juli 1985 in New York City, New York), besser bekannt als Karrion Kross, ist ein amerikanischer Wrestler. Er steht zurzeit bei WWE unter Vertrag und tritt regelmäßig in deren Show Raw auf. Sein bislang größter Erfolg ist der zweifache Erhalt der NXT Championship.

## Wrestling-Karriere

### Global Force Wrestling (2015)
Am 24. Juli 2015 gab Kross sein Debüt bei Global Force Wrestling, wo er gegen Bobby Roode verlor. Am 21. August traf Kross während des GFW Amped-Tapings auf Joey Ryan. Am 23. Oktober traf Kross auf Brian Myers und Kongo Kong in einem Triple Threat Match.

### Lucha Underground (2015–2018)
Zwischen 2015 und 2016 arbeitete Kross mehrere Dark Matches für Lucha Underground. Am 13. Dezember 2015 gab Kross sein Debüt für die Promotion und besiegte Vinny Massaro. Am 11. Juli 2018 kehrte Kross mit einem neuen Charakter namens The White Rabbit zurück.

### Lucha Libre AAA Worldwide (2017–2020)
Am 19. März 2017 gab Kross sein AAA-Debüt in Rey de Reyes und half Johnny Mundo, die AAA Mega Championship, die AAA Latin American Championship und die AAA World Cruiserweight Championship zu gewinnen. Er gab sein In-Ring-Debüt am 12. April in Zusammenarbeit mit Johnny Mundo und Taya, um Argenis, Ayako Hamada und El Hijo del Fantasma in einem Six Man Tag Team No DQ Match zu besiegen. Am 20. April 2018 kehrt Kross zu AAA zurück und schloss sich Juventud Guerrera und Teddy Hart an, um Dr. Wagner Jr. und Hernandez anzugreifen. Das Trio nannte sich MAD. Am 3. August 2019 in der Triplemanía XXVII trat Kross zusammen mit Los Mercenarios Texano Jr. und Taurus gegen Psycho Clown, Cody Rhodes und den Debütanten Cain Velasquez an. Das Match konnten sie jedoch nicht gewinnen.

### Impact Wrestling (2018–2019)
In der Folge von Impact vom 14. Juni 2018 gab Killer Kross sein Debüt in einem Backstage-Segment, in dem er sich als Polizist ausgab und Petey Williams verhaftete. In einer abgelegenen Gegend hinter der Bühne griff Kross jedoch einen mit Handschellen gefesselten Williams an und würgte ihn, um sich als der eigentliche Angreifer zu entlarven. Kross gab sein In Ring Debüt in der Episode von Impact vom 5. Juli und besiegte Fallah Bahh.
Am 13. Mai wurde berichtet, dass Kross nach Neuverhandlungen von Verträgen um seine Freilassung von Impact Wrestling gebeten hatte. Sein Problem ergab sich aus Problemen mit seiner kreativen Ausrichtung sowie seinem damaligen Auftritts-Deal. Er wurde zu diesem Zeitpunkt nicht entlassen. Es wurde berichtet, dass sein Vertrag im Dezember auslaufen sollte, das Unternehmen jedoch die Option hatte, ihn für ein weiteres Jahr zu verlängern. Im Dezember entließ Impact Wrestling Kross aus seinem Vertrag.

### World Wrestling Entertainment (2020–2021 und seit 2022)
Bevor er bei der WWE unterschrieb, erschien Kross in der Folge von Raw vom 16. Februar 2015, in der er sich mit Darren Young zusammenschloss, um gegen The Ascension Konnor und Viktor in einem Match anzutreten. In der WWE Backstage-Folge vom 4. Februar 2020 wurde bestätigt, dass Kross bei der WWE unterschrieben hatte. In den folgenden Wochen wurden mysteriöse Videopakete gezeigt, die später als die von Kross enthüllt wurden. In der Folge von NXT vom 8. April war Kross zusammen mit Scarlett in einem Auto zu sehen, das Johnny Gargano nach seinem Match mit Tommaso Ciampa beobachtete. In der folgenden Woche debütierte Kross und griff Ciampa an. Bei NXT TakeOver: In Your House besiegte Kross Tommaso Ciampa durch Submission. Am 22. August 2020 gewann er die NXT Championship von Keith Lee. Jedoch wurde einen Tag später bekannt gegeben, dass er sich eine Schulterverletzung zugezogen hatte. Den Titel gab er nach vier Tagen aufgrund der Verletzung ab. In der NXT Ausgabe vom 9. Dezember 2020 kehrte er in die Shows zurück und attackierte Damian Priest. Am 8. April 2021 bestritt er ein Match um die NXT Championship gegen Finn Bálor bei NXT TakeOver: Stand and Deliver, dieses gewann er und konnte sich somit den Titel zum zweiten Mal sichern.
Am 19. Juli 2021 debütierte er bei Raw. Sein Debüt-Match gegen Jeff Hardy verlor er jedoch. Seine Regentschaft als NXT Champion hielt 136 Tage und er verlor den Titel schlussendlich am 22. August 2021 bei NXT TakeOver: 36 an Samoa Joe. Am 4. November 2021 wurde er von WWE entlassen.
Am 5. August 2022 kehrte er zur WWE zurück, indem er bei SmackDown auftrat, Drew McIntyre attackierte und Roman Reigns konfrontierte. Dies führte zu einer Fehde zwischen beiden, welche in diversen Matches ausgetragen wurde. Am 5. November 2022 bestritt er bei Crown Jewel (2022) ein Steel-Cage-Match gegen McIntyre, dieses Match verlor er. In den kommenden zwei Jahren war er hauptsächlich in Backstage-Segmenten zu sehen. Bei Night of Champions am 28. Juni 2025 in Riad bestritt er sein erstes PLE-Match seit fast drei Jahren und wurde dabei von Sami Zayn gepinnt, ebenso wie beim Summerslam 2025.
Kross’ Vertrag lief im Anschluss ebenso aus wie der seiner Frau und wurde nicht verlängert.

## Titel und Auszeichnungen
- Cauliflower Alley Club
  - Rising Star Award (2018)

- Future Stars of Wrestling
  - FSW Heavyweight Championship (1×)

- Maverick Pro Wrestling
  - MPW Championship (2×)

- Modern Vintage Wrestling
  - MVW Heavyweight Championship (1×)

- Ring Warriors
  - Ring Warriors Grand Championship (1×)

- Stand Alone Wrestling
  - PWAD Championship (1×)

- The Wrestling Revolver
  - REVOLVER Championship (1×)

- WWE
  - NXT Championship (2×)

- Pro Wrestling Illustrated
  - Nummer 121 der Top 500 Wrestler in der PWI 500 in 2019